# Легницкое воеводство
Легницкое воеводство — административно-территориальная единица Польши. Существовало в период с 1975 по 1998 год. Легницкое воеводство граничило с Зелёногурским, Лешненским, Вроцлавским, Валбжихским и Еленегурским воеводствами.
Население воеводства на момент расформирования составляло 525 600 человек. Административным центром был город Легница. После Административной реформы Польши воеводство прекратило своё существование и вошло в состав Нижнесилезского воеводства.

## Наибольшие населённые пункты (по состоянию на 31 декабря 1998)
- Легница — 109 335
- Любин — 82 874
- Глогув — 74 253
- Явор — 25 709
- Польковице — 22 797
- Злоторыя — 17 462
- Хойнув — 14 767
- Хоцянув — 8000
- Пшемкув — 6500
- Сцинава — 5900

## Население
| Год       | 1975    | 1980    | 1985    | 1990    | 1995    | 1998    |
| Население | 414 400 | 458 900 | 490 600 | 515 900 | 523 600 | 525 600 |